# 亚历山大·阿列克谢耶维奇·波利亚科夫
亚历山大·阿列克谢耶维奇·波利亚科夫（羅馬化：Aleksandr Alekseyevich Polyakov；1969年1月31日—）是俄罗斯政治人物，第七届和第八届国家杜马代表。
1995年，波利亚科夫开始经商。1998年至2001年，他成为一名经济学家。2001年至2003年，波利亚科夫担任“Tambovbreadmacaronproduct”的总监。2009年2月，他加入统一俄罗斯党。2016年，他当选第七届国家杜马代表。2021年，波利亚科夫在坦波夫州选区再次当选第八届国家杜马议员。

## 制裁
波利亚科夫于2022年因俄乌战争而受到英国政府制裁。